# 언양향교
언양향교(彦陽鄕校)는 대한민국 울산광역시 울주군 삼남면에 있는 향교이다. 1997년 10월 9일 울산광역시의 유형문화재 제8호로 지정되었다.

## 개요
향교는 조선시대의 공식적인 지방 교육기관으로, 교과내용은 시문을 짓는 사장학(詞章學)과 유교 경전을 공부하는 경학으로 이루어져있다. 향교 건물은 문묘(文廟)와 학당(學堂)으로 나누어진다. 문묘에는 공자를 중심으로 중국의 사성(四聖)·이현(二賢)과 우리나라 십팔현(十八賢)을 모신 대성전(大成殿)과 동·서무(東·西黛)가 있다. 학당은 학생들을 가르치는 강의실인 명륜당(明倫堂)과 기숙사인 동·서재(東·西齋)로 구성된다.
언양향교는 본래 반월산 아래에 창건되었다고 전한다. 그 뒤 현재의 위치로 이전되었다가, 다시 화장산 아래로 옮겼고, 마지막으로 현 위치로 다시 이전하였다. 1969년(숙종 22)에 도유사 김정하(金精河)가 현재의 위치로 이전할 때 대성전 일곽만 우선 건축하였으며, 1700년(숙종 26)에 명륜당과 동․서재를 세웠다. 그 뒤 1859년, 1870년, 1900년에 중수한 기록이 있다. 1900년까지는 대성전, 명륜당, 내신문, 양재 뿐 아니라 현재에 없는 양무(兩廡)와 경각(經閣)이 있었다고 한다.
언양향교는 일반적인 지방향교의 배치형식을 보여주고 있다. 그러나 대성전 축과 명륜당 축이 어긋나 있고, 동 ․ 서무가 없다. 대성전은 정면과 측면이 모두 3칸인 겹처마 익공(翼工)양식의 맞배지붕집이다. 대성전에서 특이한 부분은 주초(柱礎, 땅 위에 놓아 기둥을 받쳐주는 구실을 하는 것)이다. 따로 분리된 방형 및 불규칙한 주좌 받침 위에 거칠게 다듬은 원형 주초를 두었다. 명륜당은 정면 5칸, 측면 2.5칸의 건물로서 중앙에 3칸의 대청과 좌우 한 칸씩 온돌방을 두었다. 각 방 앞으로는 퇴칸을 두었다. 지붕은 익공양식의 팔작지붕이며, 부연이 없는 홑처마의 형식이다.

## 참고 자료
- 언양향교 - 국가유산청 국가유산포털